# NGC 554A
NGC 554A (другие обозначения — ESO 476-11, MCG −4-4-13, AM 0124-225, PGC 5412) — линзообразная галактика (S0) в созвездии Кит.
Этот объект входит в число перечисленных в оригинальной редакции «Нового общего каталога.
Находится в паре с NGC 554B. Галактики находятся так близко друг к другу, что их невозможно отличить.